# Георги Здравев
 Георги Михайлов Здравев е български политик, деец на Българския земеделски народен съюз (БЗНС).

## Биография
Георги Здравев е роден на 11 април 1883 година в Щип, тогава в Османската империя, днес в Северна Македония. Участва в Първата световна война като капитан в Пети пехотен македонски полк. За бойни отличия и заслуги във войната е награден с орден „За храброст“, IV степен.
След войната става деец на БЗНС и близък сътрудник на водача на организацията Александър Стамболийски. В 1921 година е назначен за началник на жандармерията във Варна. На този пост го заварва Деветоюнският преврат в 1923 година, след който е арестуван, но скоро е освободен.
Здравев напуска Варна и се мести в София, където се отдава на активна политическа дейност. От 1924 година е куриер на Задграничното представителство на БЗНС. Полицията научава, че домът му на улица „Дондуков“ № 15 се използва за явка и проследява пътуванията му до Виена и Белград. Няколко пъти Здравев е арестуван. На 12 януари 1928 година е извикан за справка в Дирекцията на полицията и изчезва безследно.